# Ochaby

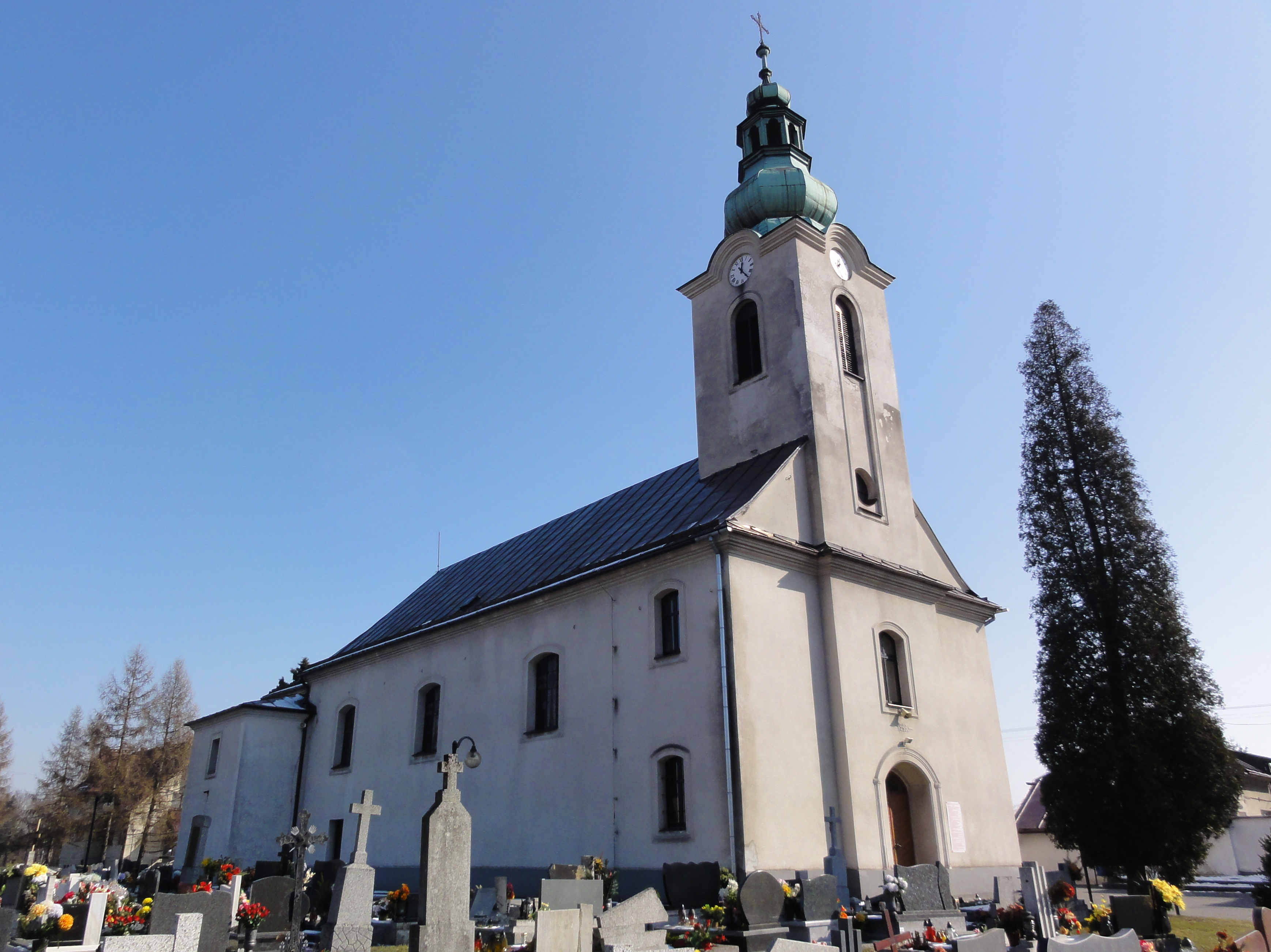
Katholische Kirche

Ochaby (deutsch Ochab), eigentlich Ochaby Wielkie (deutsch Groß Ochab) und Ochaby Małe (deutsch Klein Ochab), sind zwei Ortschaften mit gemeinsamen Schulzenamt der Gemeinde Skoczów im Powiat Cieszyński der Woiwodschaft Schlesien in Polen.

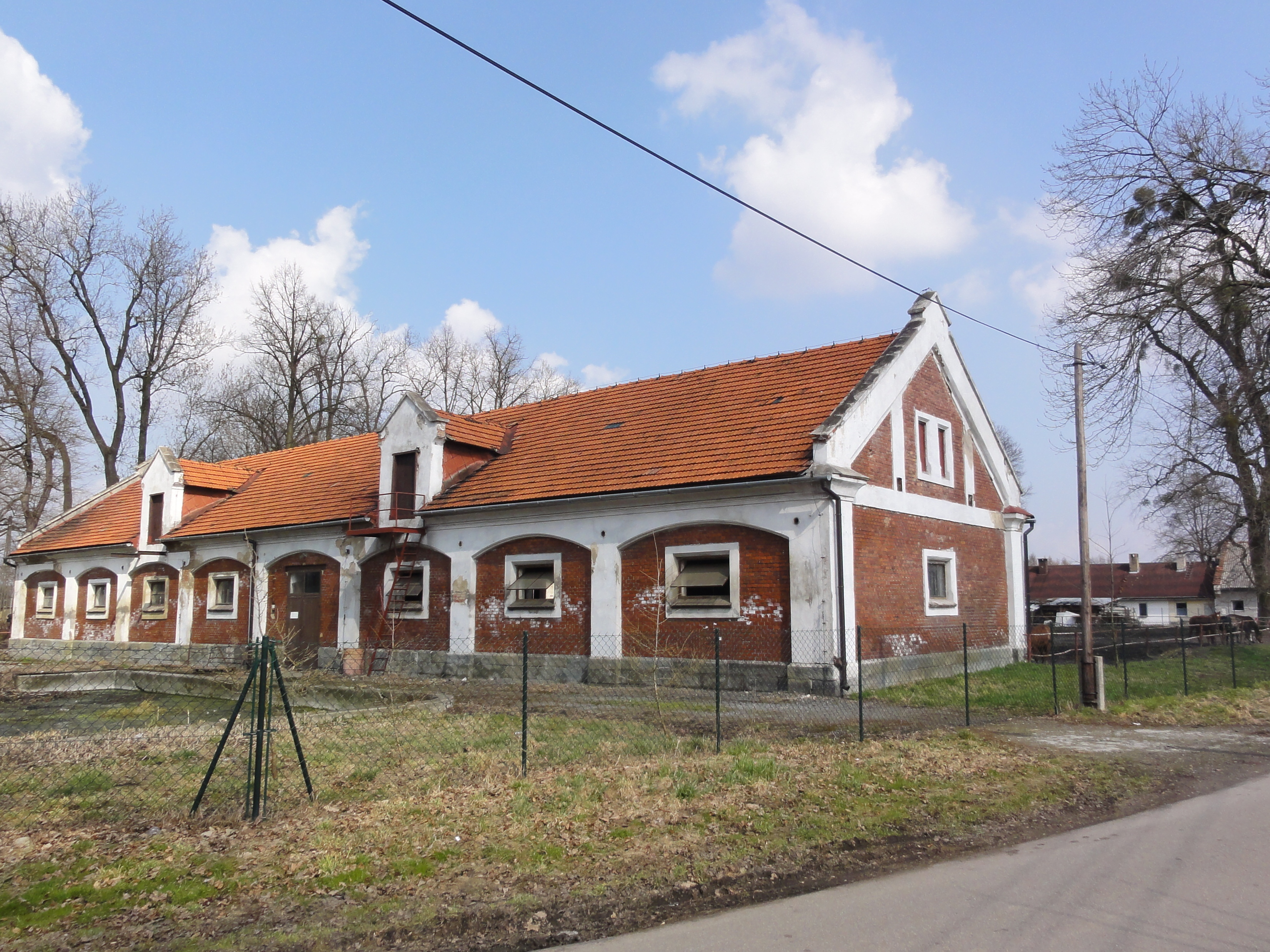
Gestüt

Der Ort ist bekannt für sein Gestüt.

## Geographie
Ochaby liegt im Auschwitzer Becken (Kotlina Oświęcimska), an der Weichsel etwa 20 km westlich von Bielsko-Biała und 50 km südlich von Katowice im Powiat (Kreis) Cieszyn.
Die Dörfer haben eine Fläche von 1318 ha.
Nachbarorte sind Drogomyśl im Norden, Kiczyce im Osten, Wiślica und Simoradz im Süden, Dębowiec im Südwesten und Pruchna im Nordwesten.

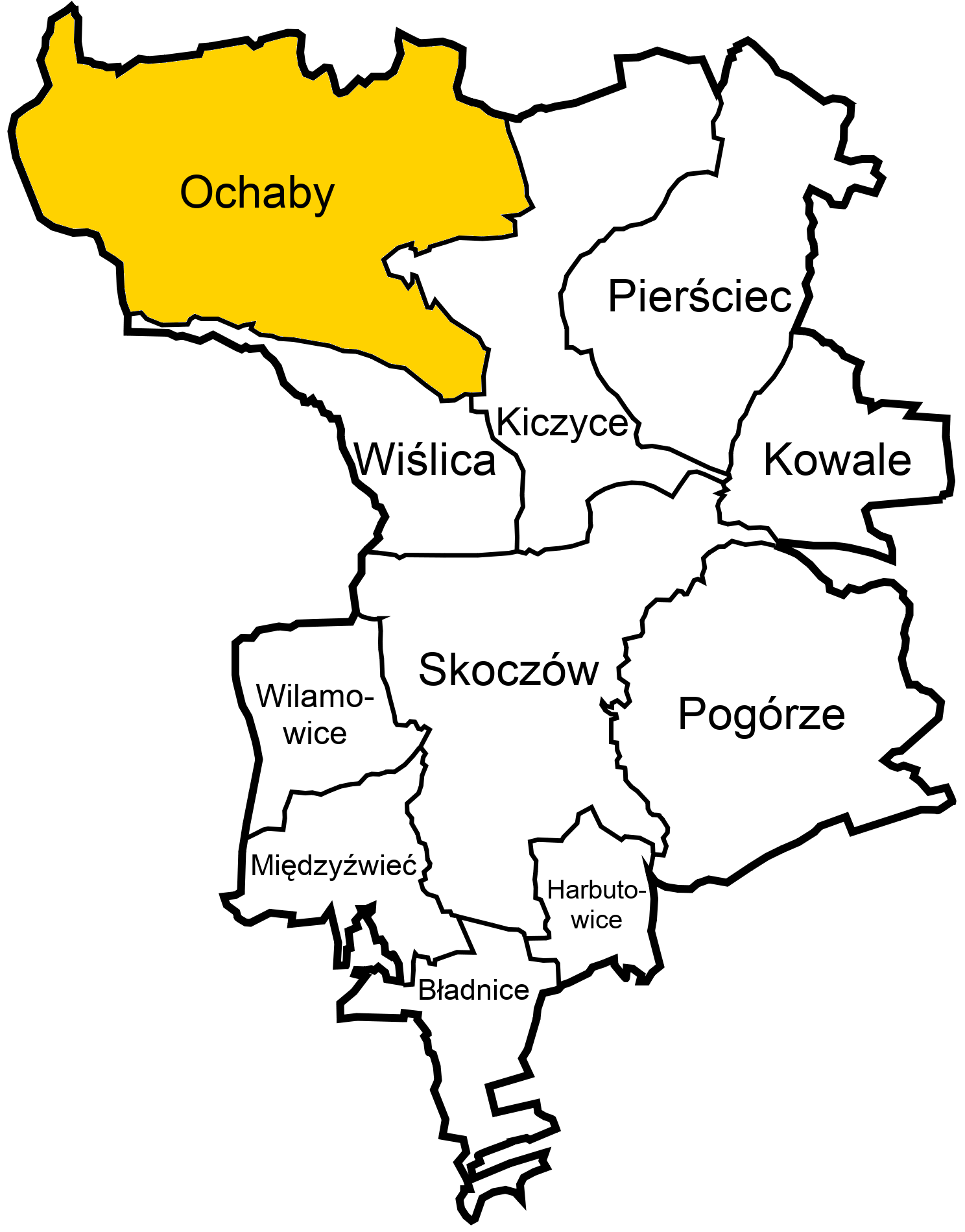
Ochaby in der Gemeinde Skoczów (gelb)
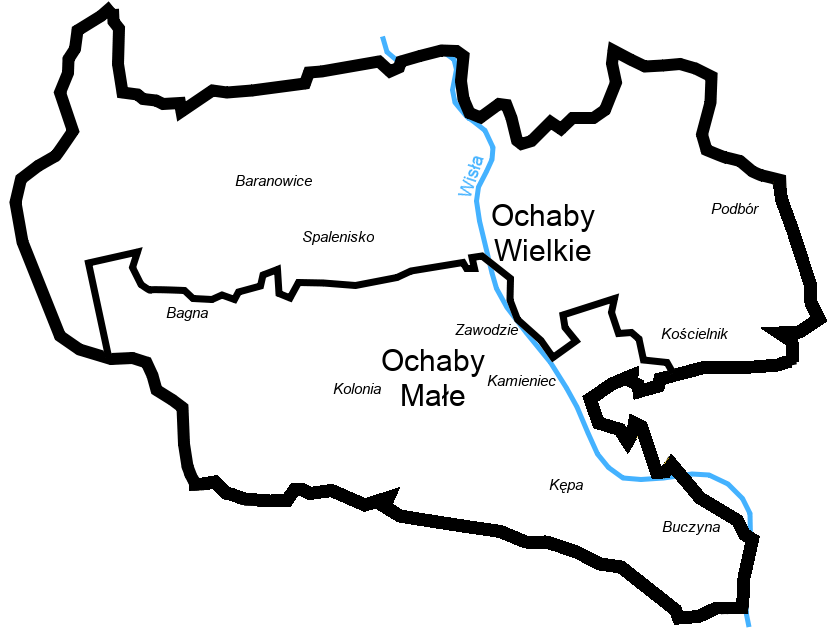
Karte von Ochaby

## Geschichte
Das Dorf liegt im Olsagebiet (auch Teschener Schlesien, polnisch Śląsk Cieszyński).
Der Ort wurde um 1305 im Liber fundationis episcopatus Vratislaviensis (Zehntregister des Bistums Breslau) erstmals urkundlich als „Item in Ochabe debent esse viginti mansi“ erwähnt. Der Name, ursprünglich Ochabce, stammt aus dem altpolnischen Wort ochab und bedeutet Sumpf, Morast.
Politisch gehörte das Dorf ursprünglich zum Herzogtum Teschen, dies bestand ab 1290 in der Zeit des polnischen Partikularismus. Seit 1327 bestand die Lehnsherrschaft des Königreichs Böhmen und seit 1526 gehörte es zur Habsburgermonarchie. Im 16. und 17. Jahrhundert gehörte das Dorf dem Adelsgeschlecht Pelhřim von Třánkovice (Pelchrzim).
Die Pfarrei Ochabn im Dekanat Teschen wurde im Peterspfennigregister des Jahres 1447 erwähnt. Nach 1540 erfolgte unter Wenzel III. Adam die Reformation und die Kirche wurde von Lutheranern übernommen. Eine Sonderkommission gab sie am 15. April 1654 an die Katholiken zurück.
Nach der Aufhebung der Patrimonialherrschaften bildete er ab 1850 eine Gemeinde in Österreichisch-Schlesien, Bezirk Bielitz und Gerichtsbezirk Schwarzwasser.
1920, nach dem Zusammenbruch der k.u.k. Monarchie und dem Ende des Polnisch-Tschechoslowakischen Grenzkriegs kam Ochaby zu Polen. Es gehörte danach zu der autonomen Woiwodschaft Schlesien (Powiat Bielski, seit 1924 Powiat Cieszyński). Unterbrochen wurde dies nur durch die Besetzung Polens durch die Wehrmacht im Zweiten Weltkrieg. Es gehörte dann zum Landkreis Teschen im Regierungsbezirk Kattowitz in der Provinz Schlesien (seit 1941 Provinz Oberschlesien).
Von 1975 bis 1998 gehörte Ochaby zur Woiwodschaft Bielsko-Biała.

### Einwohnerentwicklung
In den Jahren 1880 bis 1910 hatte das Dorf etwa 1100 Einwohner, es waren überwiegend polnischsprachige (zwischen 99,9 % in 1880 und 93,3 % in 1910) und 6,7 % deutschsprachige (1910). Im Jahre 1910 waren 64,8 % römisch-katholisch, 34,6 % evangelisch, 7 Einwohner waren Juden.

## Verkehr
Durch Ochaby verläuft die Staatsstraße DK 81, die Katowice mit Skoczów verbindet.